# Rantau Bakung
Rantau Bakung is een bestuurslaag in het regentschap Indragiri Hulu van de provincie Riau, Indonesië. Rantau Bakung telt 1379 inwoners (volkstelling 2010).